# Février 1945

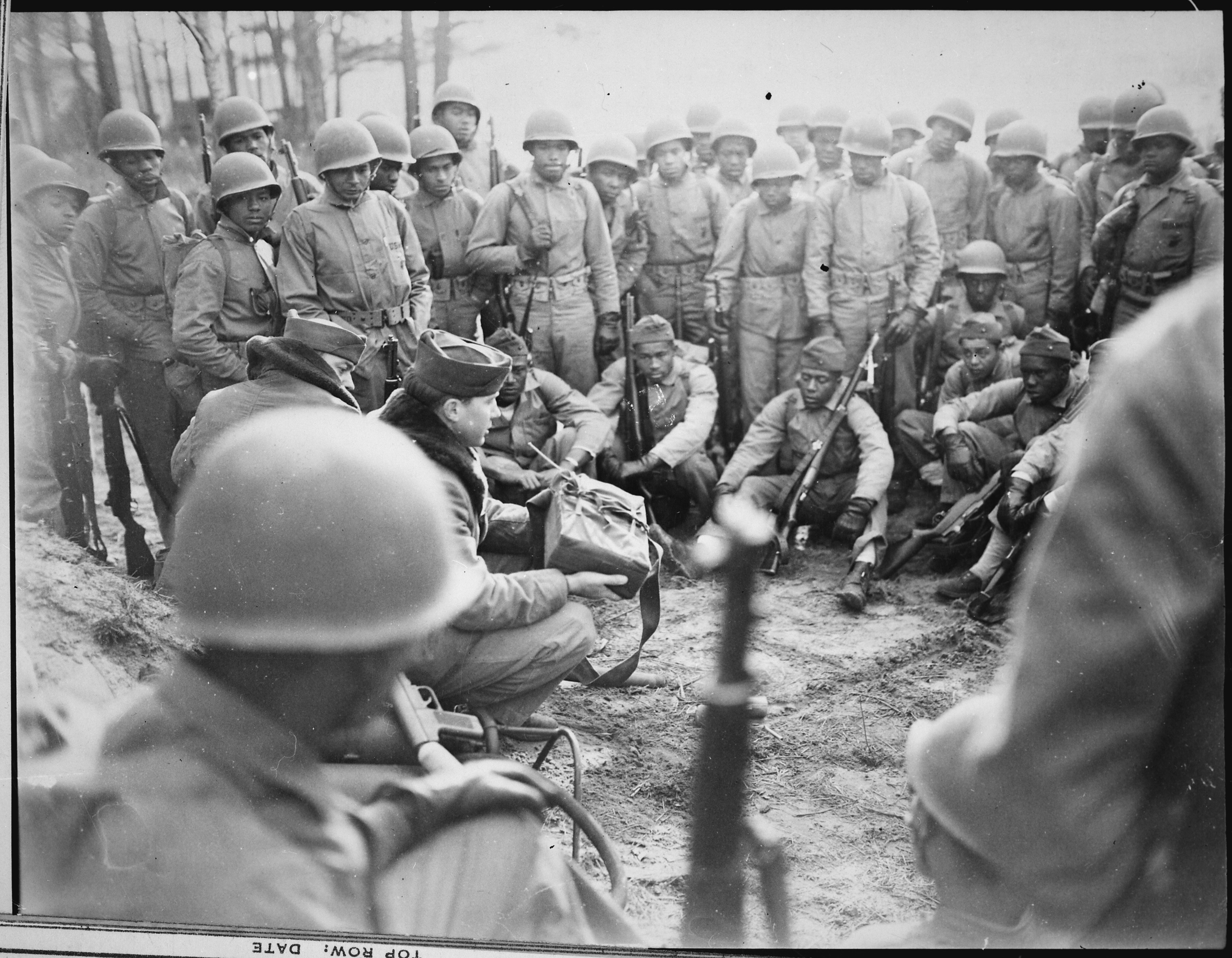
Marines américains recevant leurs instructions lors de la Seconde Guerre mondiale

Les événements concernant la Seconde Guerre mondiale sont détaillés dans l'article Février 1945 (Seconde Guerre mondiale).

## Événements
- Opération Veritable.
- Février - mars : opération Corn Flakes.

- 2 février :
  - France : ordonnance sur l'éducation des mineurs;
  - France : les forces françaises réduisent la poche de Colmar.

- 4 - 11 février : conférence de Yalta[1] réunissant en secret les États-Unis, le Royaume-Uni et l'URSS représentés par Roosevelt, Churchill et Staline. Les Alliés s'engagent à organiser des élections libres en Europe, après la victoire, en fait ils se sont partagé les zones d'influence en Europe entre les États-Unis et l'Union soviétique. Accord sur l’entrée en guerre de l’URSS en Asie en contrepartie d’avantages territoriaux sur les frontières orientales de la Pologne et sur l’octroi à la France d’une zone d’occupation en Allemagne.
  - Partition de la Corée : à la conférence de Yalta, les États-Unis et l’URSS s’entendent pour diviser la Corée au niveau du 38e parallèle pour veiller à la reddition et au désarmement des troupes japonaises.

- 6 février : 
  - France : libération d'Ensisheim par le  21e régiment d'infanterie coloniale;
  - France : exécution de l'écrivain Robert Brasillach.

- 10 février : le General von Steuben est coulé par le sous-marin soviétique S-13.

- 12 février (Grèce) : Traité de Várkiza : les communistes acceptent que leurs forces armées soient dissoutes.

- 13 février : prise de Budapest par les Soviétiques après 50 jours de combat.

- 13 - 15 février : raids anglo-américains massifs sur Dresde qui déclenche une tempête de flammes détruisant une grande partie de la ville faisant entre 35 000 et 220 000 victimes.

- 14 février : les Alliés atteignent le Rhin.

- 16 février - 26 mars : bataille d'Iwo Jima.
- 16 - 26 février : seconde bataille de Corregidor.

- 19 février : fin des massacres de Kremnička et Nemecká.

- 20 février : émission des premiers chèques d'allocations familiales par le gouvernement canadien.

- 21 février : 
  - ouverture de la Conférence panaméricaine extraordinaire de Chapultepec, près de Mexico, réunissant 21 États du continent américain, qui vont tenter d'établir un traité sur la solidarité interaméricaine.
  - Premier vol du prototype de chasseur-bombardier embarqué Hawker Sea Fury.

- 22 février, France : création des comités d'entreprise dans les établissements de plus de 100 employés (au moins 50 à partir de mai 1946).

- 23 février : la Turquie déclare la guerre à l'Allemagne et au Japon.

- 24 février : 
  - Le Premier ministre égyptien Ahmad Mahir Pacha est assassiné par un jeune nationaliste.
  - Coup d'État du Parti communiste roumain, qui prend le contrôle de fait du Royaume de Roumanie.

- 25 février : 
  - Radio Canada International offre une programmation.
  - Premier vol du chasseur expérimental américain à réaction Bell XP-83.

- 26 février : premier vol de l'avion de transport français SO.30 Bretagne[2].

- 27 février : 3 000 femmes sont évacuées de Ravensbrück.

## Naissances
- 1er février : 
  - Gilles Servat, auteur-compositeur-interprète breton.
  - Luc Laventure, journaliste martiniquais († 6 mars 2022).
- 4 février : Maurice Gardès, évêque français, archevêque d'Auch.
- 5 février : Michael Courtney, archevêque irlandais nonce apostolique au Burundi († 29 décembre 2003).
- 6 février : Bob Marley, chanteur de reggae jamaïcain († 11 mai 1981).
- 9 février :
  - Mia Farrow, comédienne américaine.
  - Gérard Lenorman, auteur-compositeur-interprète français.
- 14 février : 
  - Francis Ducreux, coureur cycliste français († 1er mai 2021).
  - Hans-Adam II, prince souverain de Liechtenstein depuis 1989.
- 17 février : Bernard Rapp, journaliste, présentateur de télévision, écrivain et réalisateur français († 17 août 2006).
- 19 février : 
  - Jim Bradley, chef du Parti libéral de l'Ontario par intérim.
  - Bill Casey, homme politique.
- 20 février : Donald McPherson, patineur.
- 24 février : Lamine Diop, statisticien sénégalais.
- 25 février : 
  - Herbert Léonard (Hubert Loenhard), chanteur français († 2 mars 2025).
  - Evgueni Brajnik, chef d'orchestre russe († 10 septembre 2023).
- 28 février : 
  - Bubba Smith, joueur de football américain et acteur américain († 3 août 2011).
  - Alexeï Iekimov, physicien russe.

## Décès
- 6 février : Robert Brasillach, écrivain français (exécuté).
- 8 février : Robert Mallet-Stevens, architecte français.
- 15 février : Jacques Degrandcourt, résistant français (° 26 décembre 1919).
- fin février : Margot Frank, sœur aînée d'Anne Frank. Elle meurt du typhus peu de temps avant cette dernière, au camp de Bergen-Belsen.